# Odoardo I. Farnese

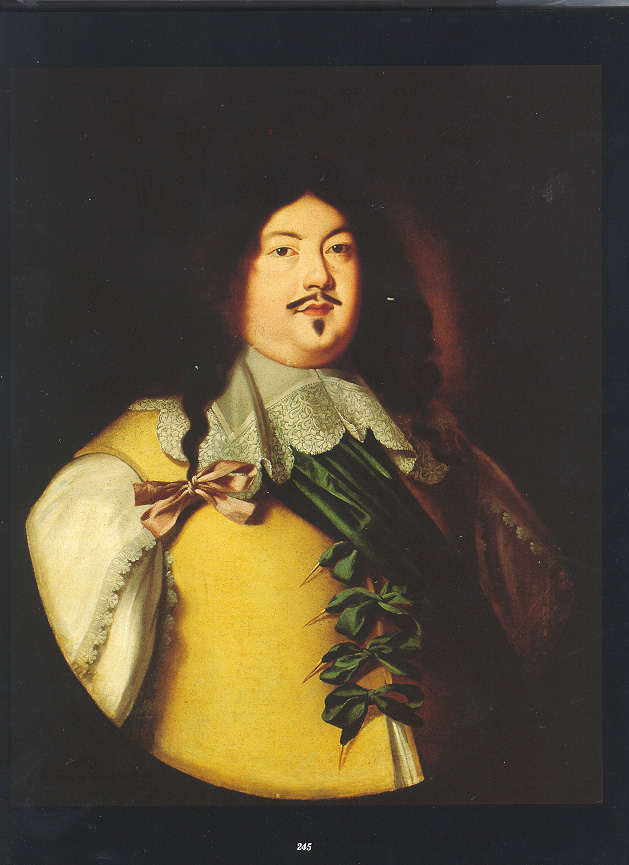
Odoardo I. Farnese, Herzog von Parma und Piacenza

Odoardo I. Farnese (* 28. April 1612 in Parma; † 11. September 1646 in Piacenza) regierte von 5. März 1622 bis zu seinem Tod als fünfter Herzog von Parma und Piacenza und als sechster Herzog von Castro. Er gehörte dem in Parma und Piacenza regierenden herzoglichen Hause Farnese an.

## Leben

### Herkunft, frühe Jahre
Odoardo I. Farnese war der zweitälteste Sohn des Herzogs Ranuccio I. Farnese von Parma und Piacenza und der Margherita Aldobrandini. Da sein älterer Bruder Alessandro Farnese taubstumm und regierungsunfähig war, folgte Odoardo seinem am 5. März 1622 verstorbenen Vater in der Herrschaft. Weil er noch minderjährig war, führte zuerst sein Onkel, der Kardinal Odoardo Farnese, und nach dessen Tod (21. Februar 1626) seine Mutter Margherita Aldobrandini für ihn die Regierung.
1628 übernahm Odoardo I. Farnese selbst die Herrschaft.

### Krieg gegen Spanien
Als erster Farnese-Herzog suchte sich der ehrgeizige Odoardo von der spanischen Oberherrschaft in Norditalien zu lösen, auch das päpstliche Vasallenverhältnis abzuschütteln und möglichst unabhängig zu regieren. Im Mantuanischen Erbfolgekrieg (1628–1631) vertrat er noch den Kurs einer bewaffneten Neutralität und bewahrte so sein Land vor der Stationierung spanischer Besatzungstruppen, etwa in Piacenza. Aber später fühlte er sich durch den Herzog von Feria, Gouverneur von Mailand, und noch mehr durch dessen Nachfolger, den Marqués de Leganés, gereizt. Bereits 1633 trat er  auf die Seite Frankreichs, das sich mit italienischen Fürsten gegen Spanien verbünden wollte.
Nachdem Odoardo Spanien den Krieg erklärt hatte, führte dieser unüberlegte Schritt zu jahrelangen Verwüstungen seines Landes. Er verschuldete sich auch mit 1,4 Millionen Scudi, wofür er das Herzogtum Castro und die Grafschaft Ronciglione mit der Baronie Montalto, alles päpstliche Lehen, deren gemeinsamer Wert auf 3 Millionen Scudi geschätzt wurde, in Rom verpfändete. Odoardo warb Truppen und stellte sich im September 1635 auf Bitten des Marschalls von Crequy pünktlicher als der Herzog von Savoyen im französischen Lager vor Valenza ein. Allerdings wurde die Belagerung Valenzas im folgenden Monat aufgegeben. Nach der Trennung des verbündeten Heeres fielen feindliche Truppen in Odoardos Territorium ein. Mitglieder der Barberinis drängten den mit ihnen verwandten Papst Urban VIII., seinem Vasallen die kirchlichen Lehen zugunsten seiner Neffen zu entziehen, weil Odoardo ohne seine Erlaubnis Spanien bekriegt hatte. Doch der Papst beließ es bei Drohungen, und auch Frankreich trat bei Urban VIII. für Odoardo ein.
Um sich weiterer französischer Hilfe zu versichern, reiste Odoardo Anfang 1636 nach Paris. Er wurde bei Hof gut aufgenommen und kehrte mit großen Geschenken und Versprechungen als königlicher Generalleutnant nach Italien zurück, war aber durch den Feind von seinem Land abgeschnitten. Die Stadt Parma wurde belagert und das Land verheert. Das den Franzosen verbundene Mantua unterstützte Parma aus Groll gegen Odoardo nicht. Auch die über das Herzogtum Modena herrschende Adelsfamilie der Este leistete keinen Beistand, während Savoyen sich nur ungern zur Hilfe anschickte. Als dann die Franzosen und Savoyarden im Mai 1636 ins Gebiet von Mailand eindrangen, verringerten sich die feindseligen Bedrückungen in Odoardos Herzogtum vorübergehend. Aber schon im August 1636 suchten die Spanier es abermals heim. Odoardo war mit den Franzosen und Mantua unzufrieden und vertrug sich auch nicht mit Herzog Viktor Amadeus I. von Savoyen. Er geriet in große Bedrängnis, als die Spanier nach der Eroberung Rivaltos größere Gewalt gegen sein Land gebrauchen konnten. Auch der Papst drohte mehrfach mit Einziehung der Lehen, wiewohl sich Frankreich weiterhin für Odoardo beim Heiligen Stuhl einsetzte.
Die Lage gestaltete sich für den parmesanischen Herzog verzweifelt. Er erhielt keine Militärhilfe von Frankreich, war mit seiner Familie in der von den Spaniern hart bedrohten Stadt Piacenza eingeschlossen und musste hier einen dürftigen Lebenswandel führen. So hatte er sich am 31. Dezember 1636 zur Akzeptanz eines vom mailändischen Gouverneur aufgezwungenen Friedensvertrags zu bequemen, laut dem er die Festung Sabionetta verlor und sich wieder unter spanische Oberhoheit stellen sowie Besatzungen in den beiden wichtigsten Plätzen des Landes für die Zeit der Kriegsdauer aufnehmen musste. Ferner kam ein Waffenstillstand mit Modena zustande. Der Vertrag wurde am 4. Februar 1637 öffentlich anerkannt und Frankreich versichert, dass Odoardo sich neutral verhalten werde. Immerhin durfte der Herzog von Parma aufgrund dieses Abkommens seine Lehensgüter im Königreich Neapel verkaufen und erhielt die Zusage der Inschutznahme durch den spanischen König gegen jegliches päpstliche Verfahren wider die Lehen Castro, Ronciglione und Montalto. Bald drohte aber der erneute Bruch Odoardos mit Spanien, da er weiterhin eine profranzösische Haltung einnahm und sein Sekretär Gaufried den Hass gegen Spanien schürte. Der Herzog von Toskana konnte jedoch versöhnend eingreifen.

### Krieg um das Herzogtum Castro und Tod
Insbesondere von den Verwandten des Papstes drohte Odoardo Farnese wegen des verpfändeten Herzogtums Castro neues Unheil. Da der Herzog seine Schulden bei der päpstlichen Kammer nicht tilgen wollte und früher auch seine Verheiratung mit einer Angehörigen der Familie Barberini abgelehnt hatte, ließ Urban VIII. 1641 Castro und Montalto erobern und schickte sich auch zum Angriff auf Parma und Piacenza an. Florenz, Modena und Venedig rüsteten sich, Odoardo beizustehen, doch wagte sich nur Modena öffentlich mit dem Herzog zu verbinden. Trotz erneuter Fürsprache Frankreichs exkommunizierte Urban VIII. Odoardo am 13. Januar 1642. Zur Vollstreckung des Kirchenbanns zog ein 11.000 Mann starkes päpstliches Heer gegen Parma.
Zunächst hemmten Verhandlungen Frankreichs den feindlichen Einfall in Odoardos Gebiet, und dann schloss der Herzog am 31. August 1642 ein Bündnis mit Venedig, Florenz und  dem Herzogtum Modena. So sah der päpstliche Feldherr von einer Attacke auf Parma ab. Odoardo hatte inzwischen nur 3000 Soldaten, hauptsächlich Kavalleristen, zusammengebracht, die er nicht ausreichend bezahlen und daher nicht auf ihre unbedingte Loyalität bauen konnte. Trotzdem wagte er mit dieser geringen Streitmacht eine Invasion des Kirchenstaates, trieb die überlegene päpstliche Armee vor sich her und stieß bis nach Acquapendente vor, doch verübten seine Truppen dabei auch schwere Verwüstungen. Die Verbündeten unterstützten ihn aber nicht; Frankreich drang auf einen Vergleich, während der Zugang zu Castro hinlänglich verwehrt wurde. Obschon der Vorschlag eine List seiner Gegner war, musste der Herzog von Parma auf den Vergleich eingehen, dessen Genehmigung der Papst so lange hinzuhalten wusste, bis er den Kirchenstaat besser verteidigt und Odoardos Alliierte uneinig sah, woraufhin die Verhandlungen abgebrochen wurden.
Der mittlerweile heimgekehrte Odoardo wurde von Toskana und Venedig zunächst an einem neuen Krieg gehindert. Dieser brach aber 1643 wieder aus, als es zu Kampfhandlungen zwischen dem Papst und Odoardo samt dessen Bundesgenossen kam, die den Herzog allerdings nur unzureichend unterstützten. Dennoch löste diese Situation panikartige Bemühungen auf päpstlicher Seite aus. Der Krieg zog sich bis zum Frühjahr 1644 dahin. Die Barberini konnten schließlich die feindliche Liga spalten. Kardinal Alessandro Bichi vermittelte im Auftrag Frankreichs einen Frieden, der am 31. März 1644 geschlossen wurde. Demnach wurde der über das Herzogtum Parma verhängte Bann aufgehoben; der Herzog selbst erhielt die Zusicherung der Gnade des Papstes, sobald er sie suchen würde, sowie die Rückgabe Castros binnen 60 Tagen, jedoch mit dem Vorbehalt der Rechte, welche die Montisten als Gläubiger daran hatten. Dafür musste Odoardo, der also keinen Schuldenerlass für Castro erreicht hatte, sein im Felde stehendes Heer entlassen und seine Eroberungen im Kirchenstaat zurückgeben. 
Odoardo starb plötzlich am 11. September 1646 in seiner Residenz Piacenza im Alter von nur 34 Jahren. Ihm folgte sein ältester Sohn Ranuccio in der Regierung.

### Ehe und Nachkommen
Odoardo I. und heiratete am 11. Oktober 1628, in Florenz Margherita de’ Medici (* 31. Mai 1612; † 6. Februar 1679), Tochter des Großherzogs Cosimo II. von Toskana, wodurch sich seine Beziehungen zum Hause Medici verbesserten.
Das Paar hatte folgende Kinder:
- Caterina, (* 2. Oktober 1629; † 11. Oktober 1629)
- Ranuccio (* 17. September 1630; † 11. Dezember 1694), Herzog von Parma und Piacenza ab 1646
- Alessandro (* 10. Januar 1635; † 18. Februar 1689), Statthalter der habsburgischen Niederlande von 1678 bis 1682
- Orazio  (* 24. Januar 1636; † 2. November 1656), General der Venezianischen Ritter
- Maria Caterina (* 3. September 1637; † 27. April 1684), Nonne
- Maria Maddalena (* 15. Juli 1638; † 11. März 1693)
- Pietro (* 20. April 1639; † 4. März 1677)
- Ottavio Francesco, (* 5. Januar 1641; † vor 4. August 1641) begraben in San Sisto in Piacenza